# Maurizio Milani
Maurizio Milani, pseudonimo di Carlo Barcellesi (Milano, 20 maggio 1961), è un comico, scrittore, attore teatrale e giornalista italiano.

## Biografia
Nato a Milano nel 1961, consegue il diploma di perito agrario presso l'"Istituto tecnico agrario statale Tosi" di Codogno, città della sua famiglia. All'età di ventidue anni comincia a lavorare come rappresentante di modulistica per enti pubblici. Esordisce come comico al cabaret Zelig di Milano nel 1987, e comincia a lavorare in televisione verso la metà degli anni 1980.
A partire dalle sue apparizioni nella trasmissione satirica Su la testa! (Rai 3, 1992), Milani delinea il suo personaggio di uomo di strada, cinico e disincantato, impegnato in mille lavori, spesso poco onesti, in problemi di tossicodipendenza, e in una girandola di tira e molla sentimentali. I suoi monologhi si distinguono per un'ironia caustica e sottile, la quale, pur rappresentando la realtà in tono surreale, offre di essa una lucida quanto dissacrante interpretazione. Dal 2003 al 2008 partecipa come ospite fisso alla trasmissione di Rai 3, Che tempo che fa, condotta da Fabio Fazio.
Molto attivo anche come autore di libri satirici, tra le sue pubblicazioni si ricordano Un uomo da badile, edito nel 1996 da Baldini+Castoldi, e Del perché l'economia africana non è mai decollata, edito nel 2007 da Kowalski. Nel 2005 vince il premio Satira Politica Forte Dei Marmi nella sezione "Cabaret". Scrive sui quotidiani Il Foglio e Libero, e collabora con il mensile Max.
Torna in televisione nel 2020 come ospite ricorrente a Propaganda Live su LA7.

## Spettacoli teatrali
- 1992, Un uomo da badile
- 1993, Piacenza[3]
- 1995, Animale da fosso
- 1995, Il Circo di Paolo Rossi
- 1998, Il pubblico all'uscita si lamenta

## Trasmissioni televisive
- Su la testa! (Rai 3, 1992)
- Cielito lindo (Rai 3, 1993)
- Scatafascio (Italia 1, 1997-98)
- Zelig (Italia 1, 1997-2000; Canale 5, 2006)
- Comici (Italia 1, 1998-1999)
- Che tempo che fa (Rai 3, 2003-2008)
- Propaganda Live (La7, 2021-presente)

## Opere
- 1994, Animale da fosso, Bompiani
- 1996, Un uomo da badile, Baldini&Castoldi
- 1998, Vantarsi, bere liquori e illudere la donna, Baldini&Castoldi
- 2003, La donna quando non capisce s'innamora, Kowalski
- 2005, In amore la donna vuol tribolare, Kowalski
- 2006, L'uomo che pesava i cani, Kowalski
- 2007, Del perché l'economia africana non è mai decollata, Kowalski
- 2010, Mi sono iscritto nel registro degli indagati, Rizzoli
- 2011, Chi ha ciulato la Corrente del Golfo?, Aliberti
- 2012, Fidanzarsi non conviene, Barbera
- 2013, Uomini che piangono per niente, Rizzoli
- 2014, Saltar per terra causa vino, Wingsbert House
- 2015, Ti amo per motivi vari, Aliberti
- 2015, Lettere d'amore. Perché le donne vogliono l'uomo che nel parlare esagera, Wingsbert House
- 2016, Il verro ruffiano, Baldini&Castoldi
- 2019, I cani bagnino all'Idroscalo. Quasi un romanzo d'amore per Milano, Aliberti
- 2020, La La Lambro. In viaggio da fermi tra i siti Unesco della cintura milanese, Solferino
- 2022, Il bambino che faceva digerire gli orsi. Appunti sulla diseducazione del fanciullo, Solferino
- 2024, Party all'obitorio. Il libro che vincerà lo Strega o un altro liquore, Wingsbert House by Aliberti